# عمليات الترحيل من بروسيا الشرقية خلال الحرب العالمية الأولى

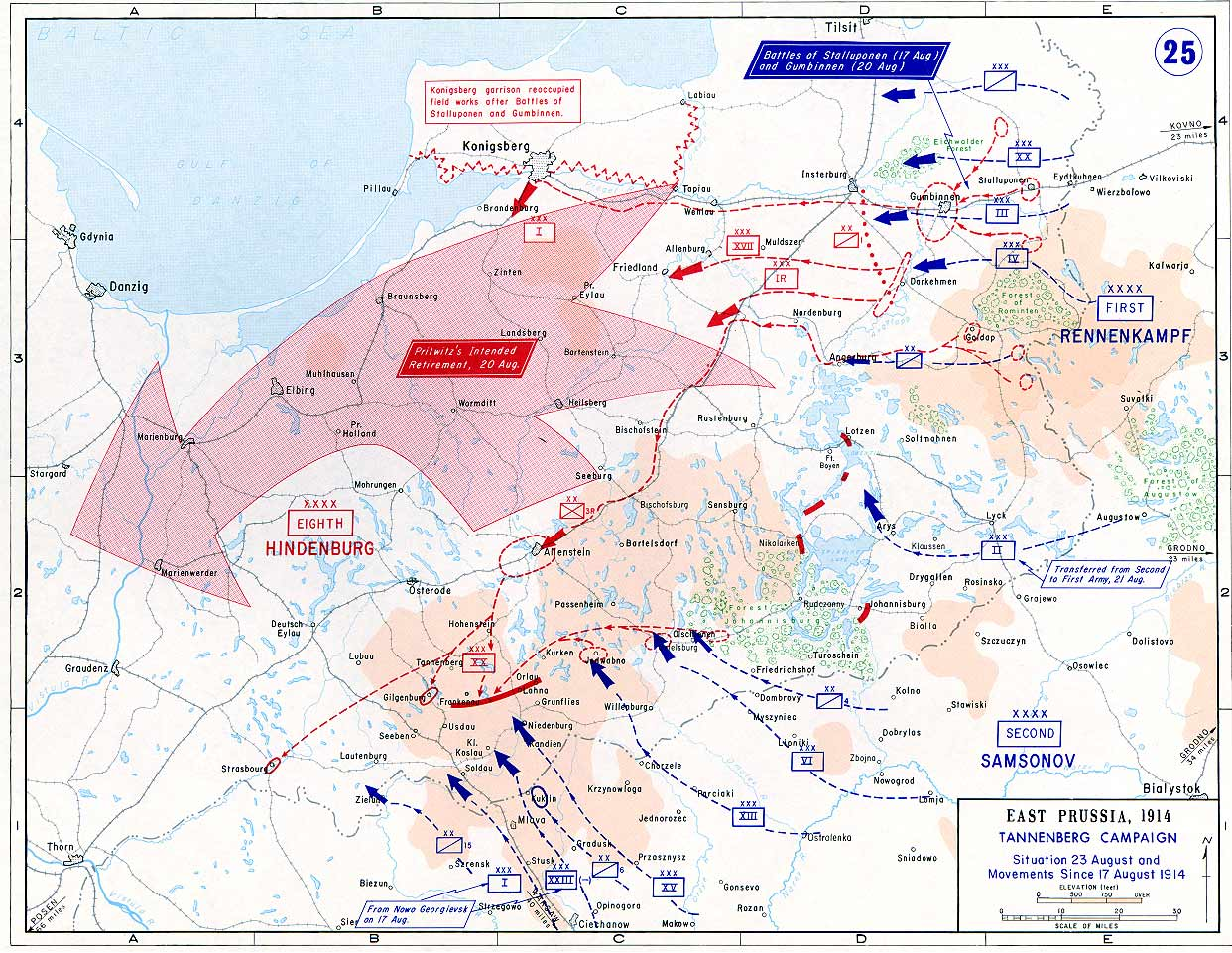
خريطة بالتحركات العسكرية في بروسيا الشرقية عام 1914

كانت عمليات الترحيل من بروسيا الشرقية خلال الحرب العالمية الأولى عبارة عن ترحيل قسري للسكان المحليين من المناطق التي يحتلها الروس في بروسيا الشرقية إلى مناطق نائية من الإمبراطورية الروسية في عام 1914 – 1915. كان السبب الرسمي لها هو تقليل عمليات التجسس وأشكال المقاومة الأخرى خلف الخطوط الأمامية الروسية. رُحّل ما لا يقل عن 13,600 شخص، من بينهم أطفال وعجائز، إلى سيبيريا. بسبب ظروف المعيشة الصعبة، كانت معدلات الوفيات مرتفعة وعاد 8,300 شخص فقط إلى وطنهم بعد الحرب. على أي حال، تلقت عمليات الترحيل اهتمامًا ضئيلًا جدًا من الباحثين إذ كانت أزمة اللجوء الأكبر في الإمبراطورية الروسية وطرد الألمان بعد الحرب العالمية الثانية تطغى عليها.

## عمليات الترحيل
عدد المُرحلين حسب المنطقة
| المنطقة   | المرحلين، تقارير عام 1915 | المُرحلين، حسب فريتز غاوز (1931) |
| ألينشتين  | 3,040 نسمة                | 3,410 نسمة                      |
| غامبينين  | 6,449 نسمة                | 9,044 نسمة                      |
| كونيغسبرغ | 1,196 نسمة                | 1,112 نسمة                      |
| المجموع   | 10,685 نسمة               | 13,566 نسمة                     |

في مناطق بروسيا الشرقية المحتلة، شك الروس بانخراط المدنيين مع المقاومة. عززت الاختلافات الثقافية حالة الريبة هذه. مثلًا، امتلك الألمان الدراجات الهوائية واستخدموها، وربطها الروس بأعمال رسمية أو عسكرية؛ أيضًا، لم يكن الألمان معتادين على حمل جواز السفر أو أي أوراق ثبوتية. استُخدم الجواسيس المحليون كأكباش فداء لتبرير الهزائم العسكرية. بالإضافة إلى ذلك، قلص ترحيل الذكور البالغين عدد المجندين المحتملين الجدد حين عودة الجيش الألماني. بدأت عمليات الترحيل في فترة الاحتلال الروسي الأول، لكن كانت ذات نطاق أصغر (1,000 شخص على الأقل) واستهدفت بشكل أساسي الرجال في سن العسكرية. مثلًا، كان من أصل 724 شخص مُرحل من منطقة كونيغسبرغ، 10 فقط ليسوا ذكورًا بالغين. ازدادت أعداد المرحلين خلال الاحتلال الثاني، وشملت العديد من الأطفال والنساء والعجائز. بالمجمل، كان من بين الأشخاص المرحلين نحو 4,000 امرأة و2,500 طفل.
اقتيد الأشخاص سيرًا على الأقدام أو نُقلوا باستخدام عربات مُصادرة إلى محطات القطار، خاصة في شياولياي لكن أيضًا في فيلينوس، مكدسين في شاحنات الماشية، وامتدت رحلات القطار التي نُقلوا بها إلى خارج روسيا لأسابيع. كانت عمليات الترحيل منظمة ومنسقة بشكل سيئ. رُحل بعض اللوثريين من منطقة شياولياي أيضًا إذ كان يُخلط بينهم وبين الألمان. كان المسؤولون محتارين في كيفية معاملتهم، كلاجئين أم مُرحلين أم معتقلين مدنيين أم أسرى حرب. كانت حالتهم مزرية: لم يمتلك العديد منهم الاحتياجات الأساسية (كالمال، الطعام، الملابس التي تُشعر بالدفئ)، لم يتكلموا الروسية ولم يملكوا أي أوراق ثبوتية ولم تمتلك الحكومة الروسية خططًا منظمة لتأمين الطعام من أجل الرحلة أو لإسكانهم في الوجهة المُقادين إليها.
```
لم يُتخذ أي اعتبار لترحيل العائلات مع بعضها وتفرقت العديد منها.
[
6
]
 بسبب البرد ونقص الطعام والرعاية الطبية، توفي العديد من المُرحلين خلال الرحلة أو بعدها بفترة قصيرة. مثلًا، رُحل الناشط البروسي الليتواني مارتيناس يانكوس في نهاية عام 1914 مع عائلته بأكملها إلى 
بوغولما
.
[
3
]
 تحدث في مذكراته عن 4 وفيات حصلت حتى قبل الوصول إلى القطار. توفي والده ذو الخمسة وثمانين عامًا وابنه ذو الأربعة أعوام في مكان وصولهم منتصف شهر يناير عام 1915. بالمجمل، من أصل 350 مُرحل إلى بوغولما، توفي 52.
[
3
]
 قدّرت فيليتسيا بورتكيفيتشينيه، التي زارت العديد من الجماعات المُرحلة عام 1916، معدلات الوفيات بنحو 15 – 20%.
```

في مكان الوصول، اختلفت ظروف معيشة المُرحلين ومعاملتهم بشكل كبير. كان بعض المرحلين مجبرين على العمل في المناجم وفي أعمال بناء السكك الحديدية. في أماكن أخرى، كما في أستراخان، كان على المرحلين الحصول على تراخيص عمل أولًا قبل التمكن من إيجاد وظيفة ما. وغير ذلك، في أماكن أخرى، مثل بارناول، عومل المرحلون كسجناء وحُرسوا من قِبل جنود مسلحين. أحيانًا، كانت الحكومة الروسية تقدم بضعة كوبيكات باليوم للمرحلين لكن اختلفت كمية الدفعات وشروط تلقيها بشكل كبير. نظمت الحكومة الألمانية معاشات شهرية لكل مُرحّل، لكن لم يكن يتسنى للجميع الحصول عليها. مثلًا، وفقًا ليانكوس، بعد شهر مايو عام 1915، لم تحصل مجموعة الترحيل التي كان فيها على أي مساعدة من الروس أو الألمان لمدة سنة كاملة.
في شهر فبراير عام 1915، خلُصت ألمانيا وروسيا إلى اتفاقية للعودة المتبادلة للسجناء المدنيين والتي نصت على أنه يمكن للمرحلين، عدا عن الرجال الأصحاء من عمر 17 – 45 الذين كانوا ملائمين للخدمة العسكرية، العودة إلى وطنهم الأم. على أي حال، افتقر العديد من المرحلين لأوراق الثبوتية ورفضت السلطات الروسية  أو أجلت العديد من طلبات جواز السفر. في مارس عام 1917، بعد ثورة فبراير، ألغت حكومة روسيا المؤقتة العقوبات غير القضائية، وبالتالي حصول كل المرحلين على العفو وحرية التنقل. أتاحت معاهدة بريست ليتوفسك، الموقعة في مارس عام 1918، العودة والتوطين المجاني (أي دون رسوم) للسجناء المدنيين، لكن أُجلت العملية بسبب الثورة الروسية والحرب الأهلية الروسية. عمومًا، عاد المُرحلون عام 1919 – 1921.